# Georg Báthory
Graf Georg VI. Báthory von Ecsed (ungarisch Báthori György; * 1534 auf Burg Ecsed; † 1571) war ein Großgrundbesitzer und ungarischer Offizier während des Ungarischen Bauernkriegs des Szeklerlandes.

## Ehe und Familie
Georg Báthory, aus dem Zweig Báthory von Ecsed, heiratete 1550 die zweifache verwitwete Anna Báthory von Somlyó (1532–1570), welche die ältere Schwester des polnischen Königs Stephan Báthory (1533–1586) und die Tochter des Fürsten István Bathory von Siebenbürgen (Transsylvanien) war. Aus der Ehe gingen fünf Kinder hervor:
- Stephan/ István Báthory von Ecsed (* 1555, † 1605), Richter am Königlichen Gerichtshof,  ⚭ Euphrosyne Drugeth von Homonna; mit seinem Tod erlosch diese Linie im Mannesstamm
- Elisabeth Báthory (ungarisch Erzsebet) (* 7. August 1560 in Nyírbátor; † 21. August 1614 auf Burg Schächtitz) ⚭ Franz Nádasdy, sie vererbte das Vermögen der Báthory von Ecsed, das sie von ihrem älteren Bruder übernommen hatte, an ihre Nachkommen, die zu den Nádasdys gezählt werden
- Shandra
- Anichka Klára Báthory de Ecsed ⚭ Michael von Varda
- Sophia/ Zsófia ⚭ Andreas Fygedi